# Josué Estrada
Josué Daniel Estrada Aguilar (Lima, Provincia de Lima, Perú, 7 de septiembre de 1994) es un futbolista peruano. Juega de lateral derecho y su equipo actual es el Alianza Lima de la Primera División del Perú.

## Trayectoria
Estrada inició su carrera como futbolista en 2011 con Sport Boys del Callao. Al año siguiente pasó a Juan Aurich, equipo en el que permaneció durante tres temporadas. En el año 2015 fue transferido por dos temporadas a Sporting Cristal para jugar la Copa Libertadores 2015.

### Universitario de Deportes
Luego de no tener las oportunidades deseadas en julio de 2016 fue fichado por Universitario de Deportes por pedido de Roberto Chale por un año y medio. Jugó la Copa Sudamericana 2016. En el club merengue su rendimiento no fue el adecuado, por lo que no se le renovó contrato.
Para el 2018 volvió al Juan Aurich pero no logra el ansiado ascenso. Para el 2019 ficha por el UTC de Cajamarca para jugar la Copa Sudamericana 2019.

## Estadísticas

### Clubes
Actualizado de acuerdo al último partido jugado el 5 de julio de 2025.
| Club                             | Div.          | Temporada     | Liga  | Liga  | Liga   | Copas nacionales | Copas nacionales | Copas nacionales | Torneos internacionales | Torneos internacionales | Torneos internacionales | Total | Total | Total  |
| Club                             | Div.          | Temporada     | Part. | Goles | Asist. | Part.            | Goles            | Asist.           | Part.                   | Goles                   | Asist.                  | Part. | Goles | Asist. |
| -------------------------------- | ------------- | ------------- | ----- | ----- | ------ | ---------------- | ---------------- | ---------------- | ----------------------- | ----------------------- | ----------------------- | ----- | ----- | ------ |
| Sport Boys · Perú                | 1.ª           | 2011          | 0     | 0     | 0      | 1                | 0                | 0                | —                       | —                       | —                       | 1     | 0     | 0      |
| Sport Boys · Perú                | Total club    | Total club    | 0     | 0     | 0      | 1                | 0                | 0                | 0                       | 0                       | 0                       | 1     | 0     | 0      |
| Juan Aurich · Perú               | 1.ª           | 2012          | 0     | 0     | 0      | 0                | 0                | 0                | 0                       | 0                       | 0                       | 0     | 0     | 0      |
| Juan Aurich · Perú               | 1.ª           | 2013          | 22    | 0     | 2      | —                | —                | —                | 1                       | 0                       | 0                       | 23    | 0     | 2      |
| Juan Aurich · Perú               | 1.ª           | 2014          | 27    | 1     | 2      | 1                | 0                | 0                | —                       | —                       | —                       | 28    | 1     | 2      |
| Juan Aurich · Perú               | 2.ª           | 2018          | 30    | 10    | 9      | —                | —                | —                | —                       | —                       | —                       | 30    | 10    | 9      |
| Juan Aurich · Perú               | Total club    | Total club    | 79    | 11    | 13     | 1                | 0                | 0                | 1                       | 0                       | 0                       | 81    | 11    | 13     |
| Sporting Cristal · Perú          | 1.ª           | 2015          | 16    | 0     | 0      | 6                | 2                | 1                | 6                       | 0                       | 0                       | 28    | 2     | 1      |
| Sporting Cristal · Perú          | 1.ª           | 2016          | 6     | 0     | 0      | —                | —                | —                | 1                       | 0                       | 0                       | 7     | 0     | 0      |
| Sporting Cristal · Perú          | Total club    | Total club    | 22    | 0     | 0      | 6                | 2                | 1                | 7                       | 0                       | 0                       | 35    | 2     | 1      |
| Universitario de Deportes · Perú | 1.ª           | 2016          | 8     | 0     | 0      | —                | —                | —                | 1                       | 0                       | 0                       | 9     | 0     | 0      |
| Universitario de Deportes · Perú | 1.ª           | 2017          | 4     | 0     | 1      | 9                | 0                | 0                | 1                       | 0                       | 0                       | 14    | 0     | 1      |
| Universitario de Deportes · Perú | Total club    | Total club    | 12    | 0     | 1      | 9                | 0                | 0                | 2                       | 0                       | 0                       | 23    | 0     | 1      |
| UTC de Cajamarca · Perú          | 1.ª           | 2019          | 25    | 2     | 1      | 3                | 0                | 0                | 1                       | 0                       | 0                       | 29    | 2     | 1      |
| UTC de Cajamarca · Perú          | 1.ª           | 2020          | 28    | 3     | 1      | —                | —                | —                | —                       | —                       | —                       | 28    | 3     | 1      |
| UTC de Cajamarca · Perú          | 1.ª           | 2021          | 23    | 3     | 1      | 2                | 0                | 0                | 2                       | 0                       | 0                       | 27    | 3     | 1      |
| UTC de Cajamarca · Perú          | Total club    | Total club    | 76    | 8     | 3      | 5                | 0                | 0                | 3                       | 0                       | 0                       | 84    | 8     | 3      |
| Cienciano · Perú                 | 1.ª           | 2022          | 33    | 1     | 7      | —                | —                | —                | 2                       | 1                       | 0                       | 35    | 2     | 7      |
| Cusco F. C. · Perú               | 1.ª           | 2023          | 30    | 1     | 3      | —                | —                | —                | —                       | —                       | —                       | 30    | 1     | 3      |
| Cusco F. C. · Perú               | Total club    | Total club    | 30    | 1     | 3      | 0                | 0                | 0                | 0                       | 0                       | 0                       | 30    | 1     | 3      |
| Cienciano · Perú                 | 1.ª           | 2024          | 30    | 5     | 4      | —                | —                | —                | 0                       | 0                       | 0                       | 30    | 5     | 4      |
| Cienciano · Perú                 | 1.ª           | 2025          | 17    | 2     | 2      | —                | —                | —                | 7                       | 0                       | 0                       | 24    | 2     | 2      |
| Cienciano · Perú                 | Total club    | Total club    | 80    | 8     | 13     | 0                | 0                | 0                | 9                       | 1                       | 0                       | 89    | 9     | 13     |
| Alianza Lima · Perú              | 1.ª           | 2025          | 0     | 0     | 0      | 0                | 0                | 0                | 0                       | 0                       | 0                       | 0     | 0     | 0      |
| Alianza Lima · Perú              | Total club    | Total club    | 0     | 0     | 0      | 0                | 0                | 0                | 0                       | 0                       | 0                       | 0     | 0     | 0      |
| Total carrera                    | Total carrera | Total carrera | 299   | 28    | 33     | 22               | 2                | 1                | 22                      | 1                       | 0                       | 343   | 31    | 34     |
| 1. 2. 3.                         |               |               |       |       |        |                  |                  |                  |                         |                         |                         |       |       |        |

## Palmarés

### Distinciones individuales
| Distinción                                    | Año  |
| --------------------------------------------- | ---- |
| Mejor once de la Liga 1 según la SAFAP        | 2020 |
| Equipo ideal de la Liga 1 según Dechalaca.com | 2020 |
| Once ideal de la Liga 1                       | 2020 |